# 1987 في فيتنام
فيما يلي قوائم الأحداث التي وقعت خلال عام 1987 في فيتنام.

## سياسة

### تعيين في المنصب
- 16 فبراير – لو دوك آنه وزير الدفاع [الإنجليزية]‏.

### انتهاء فترة المنصب
- 1 فبراير – لو دوك آنه رئيس هيئة الأركان العامة لجيش فيتنام الشعبية [الإنجليزية]‏.

## مواليد

### يونيو
- 1 يونيو – آنجي فو ها

## وفيات

### مارس
- 28 مارس – لي فان كيم (مواليد 1918)